# Nikolauslauf Tübingen
Der Nikolauslauf Tübingen (offizieller Name seit 2018: itdesign-Nikolauslauf Tübingen , davor LBS-Nikolauslauf Tübingen) ist ein seit 1976 ausgetragener Halbmarathon in Tübingen. Er wird jährlich sonntags vor oder nach dem Nikolaustag vom Post-SV Tübingen organisiert und veranstaltet. Er ist der größte Nikolauslauf und der zehntgrößte Halbmarathon in Deutschland, der als Einzelveranstaltung ausgetragen wird.

## Geschichte
Am 5. Dezember 1976 starteten 24 männliche Läufer beim 1. Nikolauslauf Tübingen – dem ersten Halbmarathon in der Geschichte der Tübinger Laufveranstaltungen – damals noch vom Sand/Falkenweg aus auf die 21 Kilometer lange Strecke quer durch den Naturpark Schönbuch. Bisher musste die Veranstaltung einmal – 1980 – wegen eines plötzlichen Wintereinbruchs ausfallen.
Bei der 25. Ausgabe des Nikolauslaufs im Dezember 2000 erreichte die Finisherzahl erstmals die Eintausendergrenze. Doch im selben Jahr drohte dem Lauf das Aus. Das Organisationskomitee wollte trotz hoher Zufriedenheit bei den Läufern mit der Organisation des Laufs aufhören. Auf einer Sitzung im Mai 2001 verhinderte man dies, entschloss sich aber für eine neue Leitung. Gerold Knisel und Ingo Becker nahmen die Aufgabe der Organisation an.
Einen Höhepunkt erreichte der Nikolauslauf 2005 – neben einem neuen Teilnehmerrekord mit 1889 Finishern lief Dieter Baumann in 1:07:15 h neuen Streckenrekord, der nicht mehr übertroffen wurde. Stephanie Beckmann (geb. Maier) lief 2002 mit einer Zeit von 1:21:21 h den bis 2016 gültigen Streckenrekord bei den Frauen, Sabrina Mockenhaupt stellte 2016 einen neuen Streckenrekord der Frauen mit 1:20:01 h auf, bis dieser 2019 von der Streckenrekordhalterin Anaïs Sabrié in 1:17:25 h übertroffen wurde. Durch die Streckenänderung 2021 wurden neue Streckenrekorde aufgestellt. Karl Junghannß (1:07:09 h) und Leah Hanle (1:19:06 h) sind die aktuellen Streckenrekordhalter auf der angepassten Strecke.
2024 wurde mit 3136 Finishern im Halbmarathon-Wettbewerb ein neuer Teilnehmerrekord erreicht.
Immer im November wird an einem Sonntag ein Probelauf zum Nikolauslauf veranstaltet. Auf diesem können die Läufer den Lauf auf der Originalstrecke testen. Eine Wertung findet hier allerdings nicht statt, es steht der Spaß im Vordergrund. Start des Probelaufs ist beim Sportgelände Holderfeld des SSC Tübingen am Ende der Waldhäuser Straße, Verpflegung gibt es im Ziel. In den vergangenen Jahren starteten meist um die 800 Läufer beim Nikolauslauf Probelauf. Rund 30 Zugläufer des Post-SV Tübingen und von der LAV Stadtwerke Tübingen leiten beim Probelauf Läufergruppen, jeweils mit anderen Zielzeiten. Dadurch soll unerfahrenen Läufern eine Orientierung beim Tempo gegeben werden.
2015 wurde erstmals auch ein Vorbereitungsprogramm zum Nikolauslauf angeboten. Von Ende September an können die Läufer bis zur Veranstaltung Anfang Dezember unter Anleitung erfahrener Trainer jeden Samstag Nachmittag beim Post-SV Lauftreff für den Halbmarathon auf der Originalstrecke im Schönbuch trainieren. Zusätzlich zum Vorbereitungsprogramm am Samstag wird seit 2016 auch ein Abendtermin in Kooperation mit dem Sportgeschäft Intersport Räpple angeboten.
Aufgrund der Coronavirus-Pandemie fand der Lauf 2020 virtuell und dezentral statt. Erstmals wurde auch ein 10-Kilometer-Wettbewerb angeboten. Die Erlöse sollen an zwei soziale Projekte gespendet werden. Die Veranstaltung wurde ab 2021 wieder in Präsenz und dezentral-virtuell durchgeführt. Angeboten wurden neben dem Halbmarathon auch ein virtuelles 10-km-Format.
Der Nikolauslauf Tübingen wird von über 200 ehrenamtlichen Helfern aus verschiedenen Tübinger Vereinen organisiert. Die Projektleitung trägt Gerold Knisel, Veranstalter ist der Post-SV Tübingen.

## Strecke
Start und Ziel befinden sich seit 2002 auf der Waldhäuser Straße (zuvor an der Kreuzung Falkenweg/Sandweg) im Tübinger Stadtteil Waldhäuser Ost. Die Strecke selbst führt auf einer kleinen und einer großen Runde durch den Naturpark Schönbuch. Vom Startniveau auf 480 m geht es zunächst hinab auf 430 m und dann über einen steilen Anstieg am Heuberger Tor hinauf zum höchsten Punkt auf 500 m (Hornkopf), der kurz vor km 5 erreicht wird. Wellig geht es dann am Start- und Zielbereich vorbei in die zweite Runde und hinab zum tiefsten Punkt auf 410 m, zu dem man kurz vor km 11 gelangt. Nach weiteren zwei Kilometern biegt man auf die erste Runde ein und muss sich erneut bis km 17 zum höchsten Punkt der Strecke hinauf bemühen. Insgesamt sind 319 Höhenmeter zu bewältigen. Im Jahr 2021 wurde der Streckenverlauf bei km 9 angepasst.
Verpflegung gibt es bei Kilometer 5, 11, 17 und im Ziel.

## Statistik

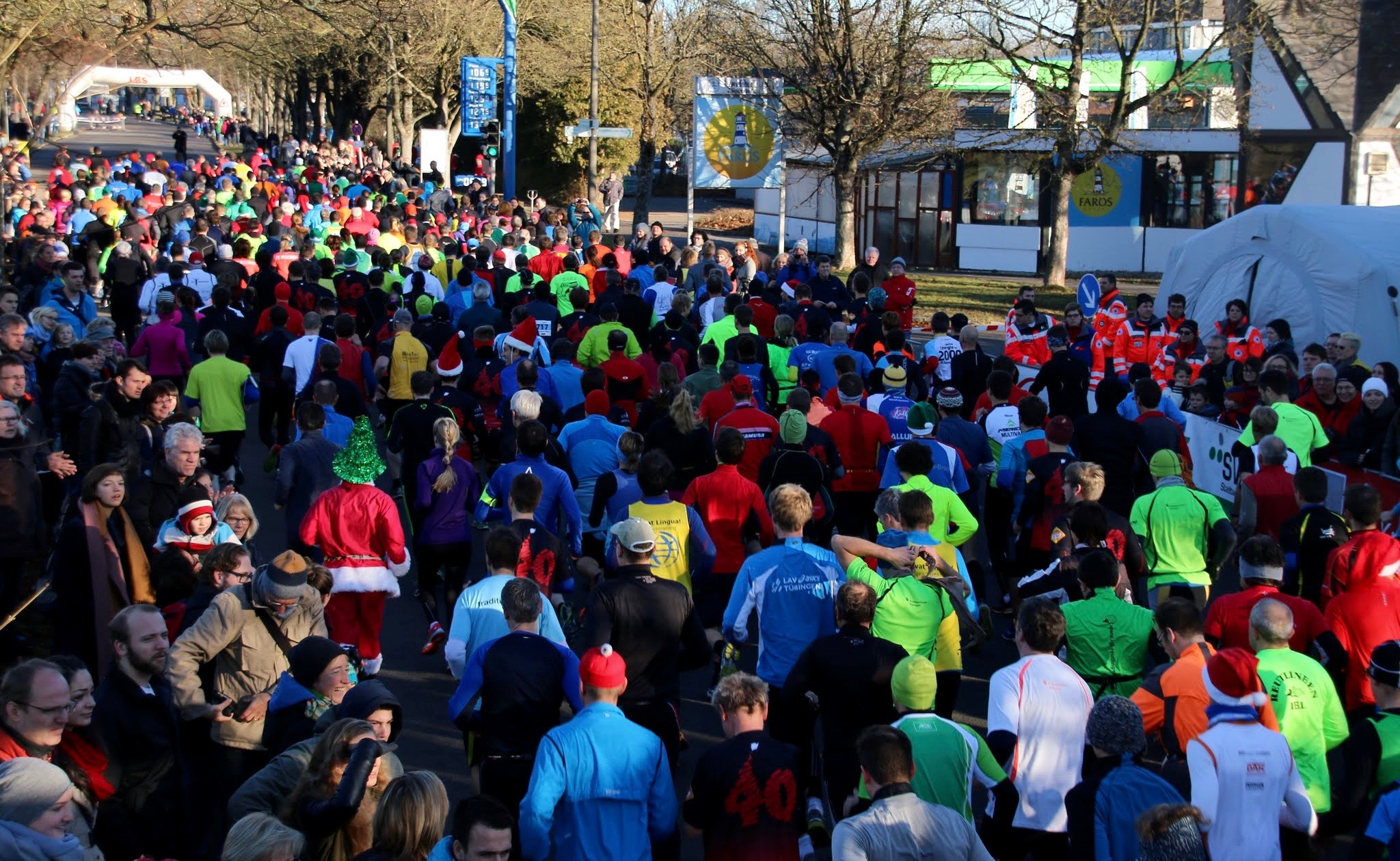
Der Start erfolgt beim Nikolauslauf in drei Wellen.

### Streckenrekorde(Strecke ab 2021)
- Männer: 1:07:09, Karl Junghannß, 2021[10]
- Frauen: 1:19:06, Leah Hanle, 2022[13]

### Streckenrekorde(Strecke bis 2019)
- Männer: 1:07:15, Dieter Baumann, 2005
- Frauen: 1:17:25, Anaïs Sabrié, 2019[14]

### Siegerliste

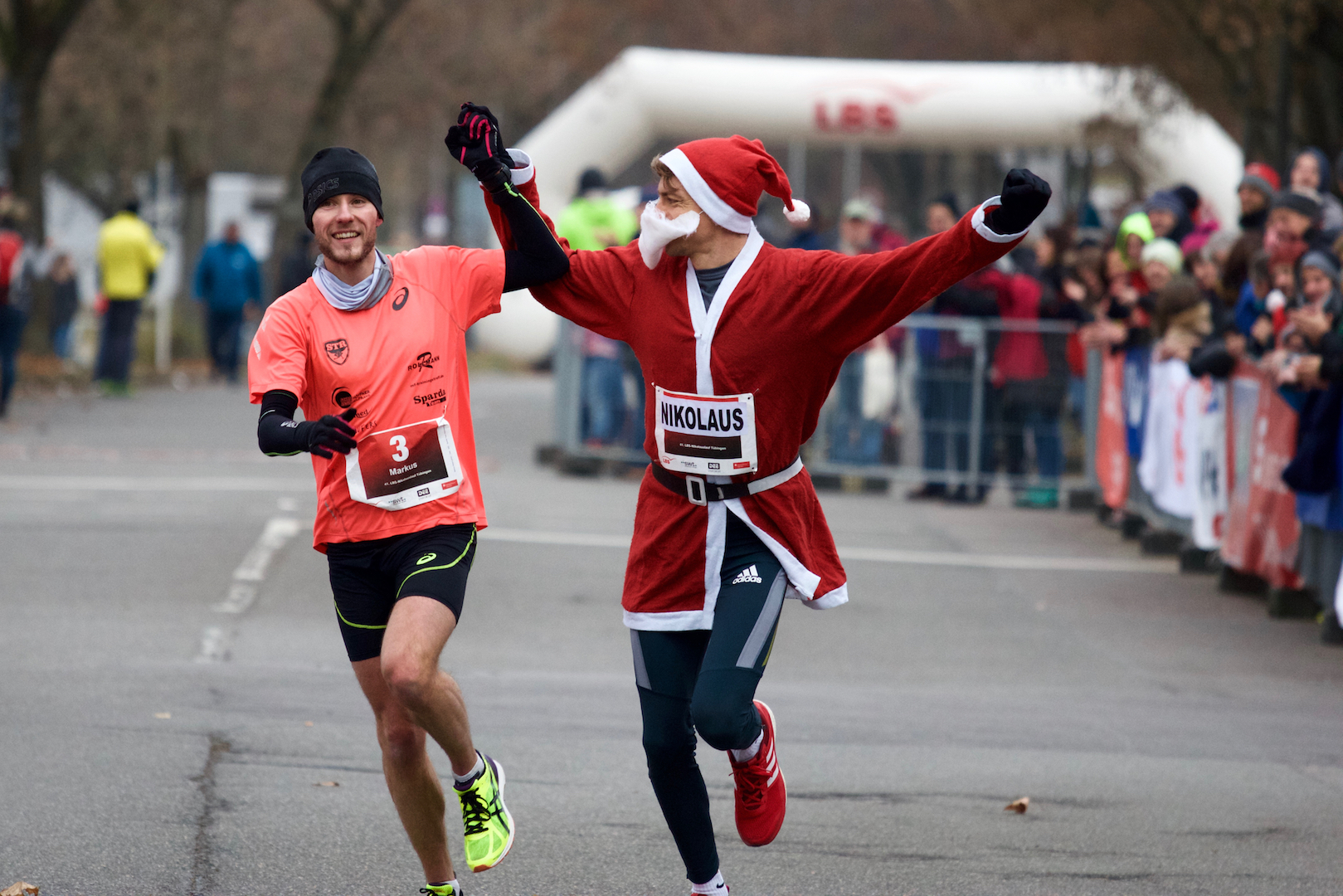
Traditioneller Zieleinlauf mit Markus Weiss-Latzko (2. Platz beim 41. LBS-Nikolauslauf 2016)

Quelle: Website des Veranstalters

#### Seit 2021
Angepasste, offiziell vermessene Strecke. Fettgedruckt sind die aktuellen Streckenrekorde.

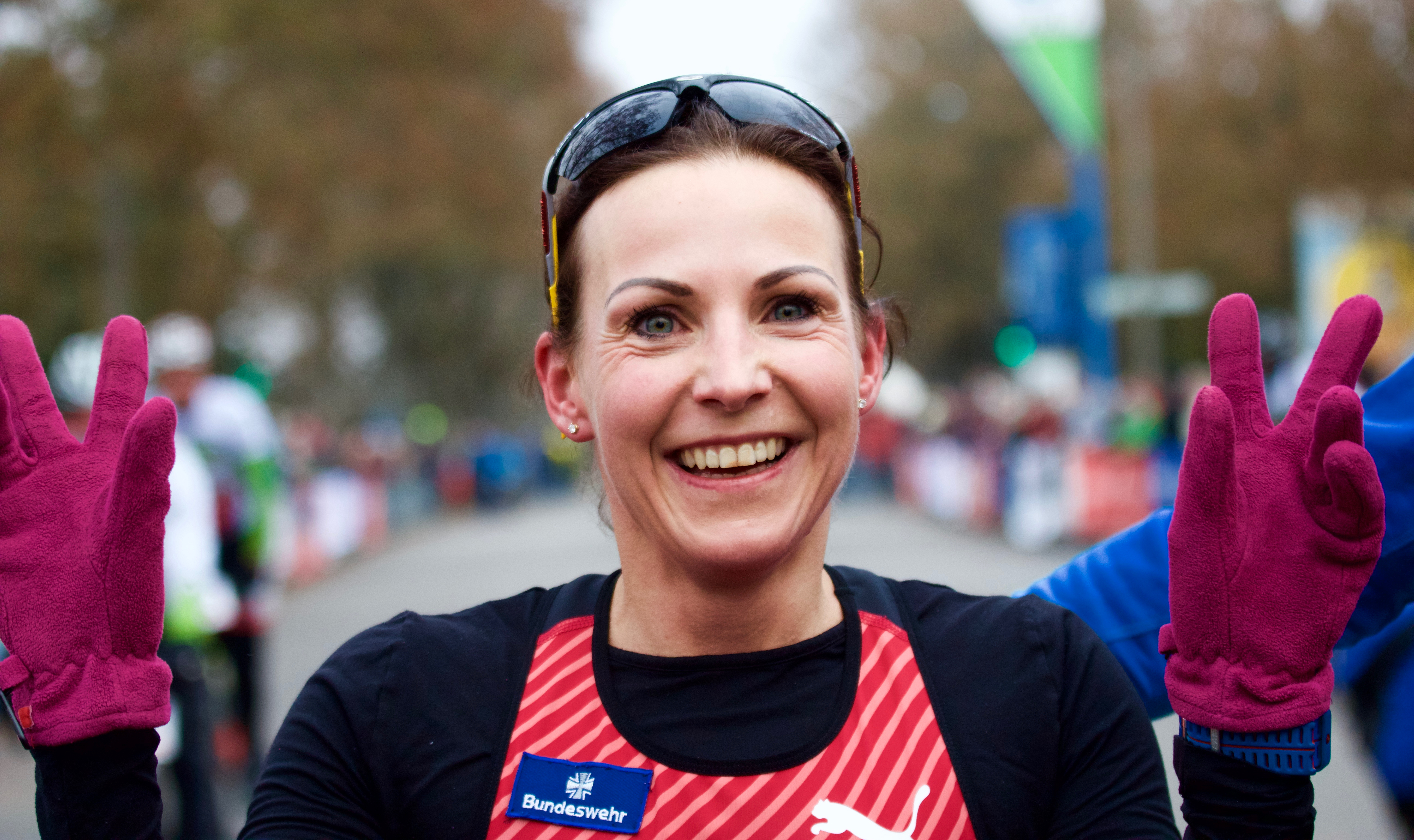
Sabrina Mockenhaupt (LG Sieg) gewinnt mit neuem Streckenrekord (1:20:01h) beim 41. LBS-Nikolauslauf Tübingen.

| Jahr         | Männer         | Zeit    | Frauen           | Zeit    |
| ------------ | -------------- | ------- | ---------------- | ------- |
| 3. Dez. 2023 | Lorenz Baum    | 1:10:51 | Charlotte Heim   | 1:24:04 |
| 4. Dez. 2022 | Daniel Noll    | 1:11:36 | Leah Hanle       | 1:19:06 |
| 5. Dez. 2021 | Karl Junghannß | 1:07:09 | Corinna Coenning | 1:20:04 |
| 5. Dez. 2021 | Lorenz Baum    | 1:08:58 | Tsambika Jäger   | 1:19:47 |

#### Ab 1995 (offiziell vermessene Strecke)

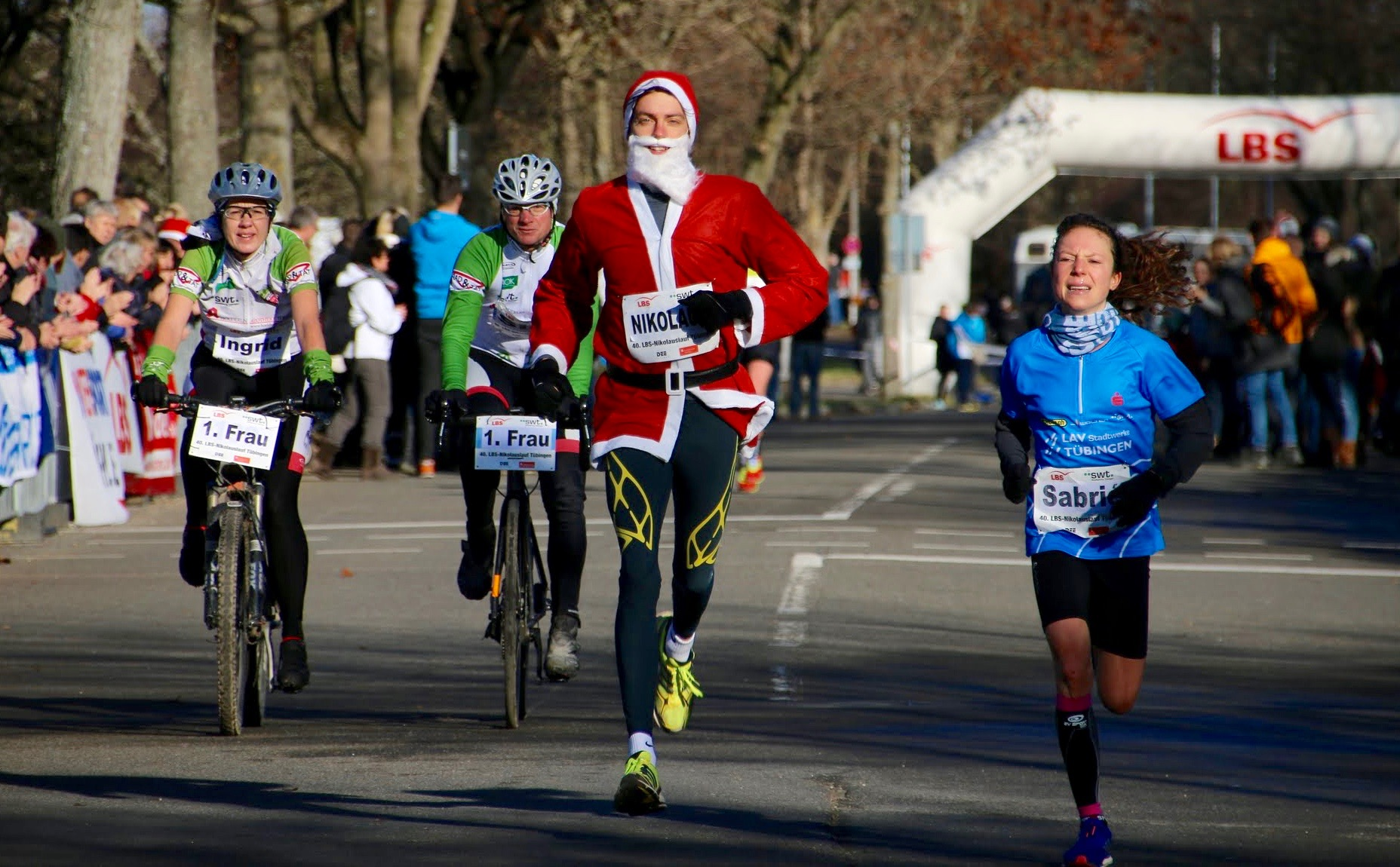
Zieleinlauf von Siegerin Anais Sabrié (LAV Stadtwerke Tübingen) beim 40. LBS-Nikolauslauf Tübingen.

| Jahr         | Männer                                          | Zeit                                            | Frauen                                          | Zeit                                            |
| ------------ | ----------------------------------------------- | ----------------------------------------------- | ----------------------------------------------- | ----------------------------------------------- |
| 2020         | Virtuelle Ausgabe aufgrund Coronavirus-Pandemie | Virtuelle Ausgabe aufgrund Coronavirus-Pandemie | Virtuelle Ausgabe aufgrund Coronavirus-Pandemie | Virtuelle Ausgabe aufgrund Coronavirus-Pandemie |
| 8. Dez. 2019 | Florian Orth                                    | 1:07:30                                         | Anais Sabrié -5-                                | 1:17:25                                         |
| 2. Dez. 2018 | Thorben Dietz                                   | 1:10:36                                         | Anais Sabrié -4-                                | 1:20:15                                         |
| 3. Dez. 2017 | Timo Göhler                                     | 1:09:54                                         | Anais Sabrié -3-                                | 1:21:06                                         |
| 4. Dez. 2016 | Jens Ziganke -2-                                | 1:10:33                                         | Sabrina Mockenhaupt                             | 1:20:01                                         |
| 6. Dez. 2015 | Jens Ziganke                                    | 1:10:57                                         | Anais Sabrié -2-                                | 1:21:29                                         |
| 7. Dez. 2014 | Arne Gabius                                     | 1:08:44                                         | Anais Sabrié                                    | 1:22:07                                         |
| 8. Dez. 2013 | Felix Köhler                                    | 1:10:25                                         | Susanne Hafner                                  | 1:25:34                                         |
| 9. Dez. 2012 | Clemens Bleistein -3-                           | 1:13:15                                         | Sabine Oesterle -3-                             | 1:24:56                                         |
| 4. Dez. 2011 | Timo Zeiler                                     | 1:13:44                                         | Sabine Oesterle -2-                             | 1:24:27                                         |
| 5. Dez. 2010 | Clemens Bleistein -2-                           | 1:15:42                                         | Sabine Oesterle                                 | 1:26:49                                         |
| 6. Dez. 2009 | Clemens Bleistein                               | 1:13:35                                         | Julia Wagner                                    | 1:23:22                                         |
| 7. Dez. 2008 | Eduard Scherer                                  | 1:12:22                                         | Friederike Kallenberg                           | 1:23:47                                         |
| 2. Dez. 2007 | Dieter Baumann -4-                              | 1:14:23                                         | Andrea Thieken-Arens                            | 1:25:14                                         |
| 3. Dez. 2006 | Dieter Baumann -3-                              | 1:08:51                                         | Annette Bendig -2-                              | 1:27:11                                         |
| 4. Dez. 2005 | Dieter Baumann -2-                              | 1:07:15                                         | Kathrin Paetzold                                | 1:24:34                                         |
| 5. Dez. 2004 | Dieter Baumann                                  | 1:08:57                                         | Sylke Schmitz                                   | 1:24:41                                         |
| 7. Dez. 2003 | Jürgen Illg                                     | 1:13:29                                         | Annette Bendig                                  | 1:24:00                                         |
| 8. Dez. 2002 | Eckhard Wagner                                  | 1:16:34                                         | Stephanie Maier -2-                             | 1:21:21                                         |
| 9. Dez. 2001 | Michael Göhner -2-                              | 1:12:28                                         | Gudrun de Pay -5-                               | 1:24:48                                         |
| 3. Dez. 2000 | Michael Göhner                                  | 1:13:20                                         | Gudrun de Pay -4-                               | 1:25:06                                         |
| 5. Dez. 1999 | Liam Collins                                    | 1:13:55                                         | Stephanie Maier                                 | 1:28:49                                         |
| 6. Dez. 1998 | Ali Hassaine                                    | 1:20:44                                         | Katja Mayer                                     | 1:30:39                                         |
| 7. Dez. 1997 | Werner Fröschke                                 | 1:13:47                                         | Gudrun de Pay -3-                               | 1:25:25                                         |
| 8. Dez. 1996 | Tom Jessen                                      | 1:14:00                                         | Angelika Hofmann                                | 1:28:05                                         |
| 3. Dez. 1995 | Stefan Jäger                                    | 1:10:57                                         | Veronika Maiwald                                | 1:21:05                                         |

#### 1976–1994
| Jahr          | Männer                        | Zeit                          | Frauen                        | Zeit                          |
| ------------- | ----------------------------- | ----------------------------- | ----------------------------- | ----------------------------- |
| 4. Dez. 1994  | Werner Steinhilber -4-        | 1:13:39                       | Heidrun Vetter                | 1:21:48                       |
| 5. Dez. 1993  | Omar Maklouf                  | 1:11:46                       | Monika Simoneit               | 1:29:30                       |
| 6. Dez. 1992  | Jörg Hustig                   | 1:09:16                       | Gudrun de Pay -2-             | 1:19:46                       |
| 8. Dez. 1991  | Kim Bauermeister              | 1:12:03                       | Sabine Kauf -2-               | 1:24:55                       |
| 2. Dez. 1990  | Werner Steinhilber -3-        | 1:10:23                       | Sabine Kauf                   | 1:22:23                       |
| 3. Dez. 1989  | Werner Steinhilber -2-        | 1:09:32                       | Barbara Zeeb                  | 1:23:39                       |
| 4. Dez. 1988  | Werner Steinhilber            | 1:10:49                       | Gudrun de Pay                 | 1:21:47                       |
| 6. Dez. 1987  | Klaus Löffler                 | 1:11:08                       | Monika Bösing -3-             | 1:25:38                       |
| 7. Dez. 1986  | Willi Maier -2-               | 1:10:45                       | Petra Koch                    | 1:25:38                       |
| 8. Dez. 1985  | Günther Bluthardt             | 1:13:07                       | Monika Bösing -2-             | 1:24:38                       |
| 2. Dez. 1984  | Daniel Bartsch                | 1:13:48                       | Monika Bösing                 | 1:29:56                       |
| 4. Dez. 1983  | Willi Maier                   | 1:10:25                       | Sylvia Braun -3-              | 1:34:22                       |
| 28. Nov. 1982 | Dietmar Brix                  | 1:12:41                       | Sylvia Braun -2-              | 1:37:03                       |
| 6. Dez. 1981  | Jost Schmitt -2-              | 1:15:07                       | Sylvia Braun                  | 1:39:12                       |
| 1980          | witterungsbedingt ausgefallen | witterungsbedingt ausgefallen | witterungsbedingt ausgefallen | witterungsbedingt ausgefallen |
| 2. Dez. 1979  | Jost Schmitt                  | 1:15:25                       | Martha Klopfer                | 1:35:57                       |
| 3. Dez. 1978  | Robert Manz                   | 1:17:12                       | Sybille Salomon               | 1:47:04                       |
| 17. Nov. 1977 | Franz Teichmann               | 1:20:38                       | Gudrun Schreiber              | 1:47:54                       |
| 5. Dez. 1976  | Horst Drebenstedt             | 1:28:31                       | ---                           | ---                           |

### Finisherzahlen(ab 2010)
Quelle: Website des Veranstalters
| Jahr | Typ      | Gesamt | Männer | Frauen | Differenz zum Vorjahr | Bemerkungen                               |
| ---- | -------- | ------ | ------ | ------ | --------------------- | ----------------------------------------- |
| 2010 | Präsenz  | 2176   | 1715   | 461    | −10                   |                                           |
| 2011 | Präsenz  | 2448   | 1954   | 494    | +269                  |                                           |
| 2012 | Präsenz  | 2312   | 1826   | 486    | −136                  |                                           |
| 2013 | Präsenz  | 2424   | 1907   | 517    | +88                   |                                           |
| 2014 | Präsenz  | 2626   | 1987   | 639    | +202                  |                                           |
| 2015 | Präsenz  | 2773   | 2085   | 688    | +145                  |                                           |
| 2016 | Präsenz  | 2662   | 2002   | 660    | −111                  |                                           |
| 2017 | Präsenz  | 2726   | 2001   | 725    | +64                   |                                           |
| 2018 | Präsenz  | 2628   | 1911   | 709    | −98                   |                                           |
| 2019 | Präsenz  | 2813   | 2032   | 781    | +185                  |                                           |
| 2020 | Virtuell | 2786   | 1623   | 1163   | --                    | Finisherrekord Virtuell                   |
| 2021 | Virtuell | 1021   | 583    | 438    | −1.765                | ab 2021: Zusatzangebot zur Präsenzausgabe |
| 2021 | Präsenz  | 2119   | 1540   | 579    | −694                  |                                           |
| 2022 | Virtuell | 423    | 218    | 205    | −598                  |                                           |
| 2022 | Präsenz  | 2620   | 1882   | 738    | +501                  |                                           |
| 2023 | Virtuell | 472    | 255    | 217    | +49                   |                                           |
| 2023 | Präsenz  | 2747   | 1943   | 804    | +127                  |                                           |
| 2024 | Virtuell | 569    | 332    | 237    | +97                   |                                           |
| 2024 | Präsenz  | 3136   | 2209   | 927    | +389                  | Finisherrekord Präsenz                    |